# 夏目☆記念日
『夏目☆記念日』（なつめきねんび）は、2013年4月6日から同年10月12日までテレビ朝日で放送されていたトークバラエティ番組で、司会を務めた夏目三久の冠番組である。全23回。放送時間は毎週土曜 25:15 - 25:45 （日曜 1:15 - 1:45、日本標準時）。

## 内容
夏目が毎回専門家や有識者をゲストに迎え、彼らとともに番組放送日前後の記念日についてトークを展開していた深夜番組。
番組タイトルにある夏目の姓は、前番組『ナツメ・道楽』までは片仮名で表記されていたが、この番組以降は漢字で表記されている。スタッフも一新されており、この番組では藤井智久に替わって友寄隆英がゼネラルプロデューサーを務めた。

## 出演者

### 司会
- 夏目三久

### アシスタント
- みよこさん

## 放送局
| 放送対象地域 | 放送局             | 系列           | 放送日時           | 放送期間                      | 備考                                               |
| ------------ | ------------------ | -------------- | ------------------ | ----------------------------- | -------------------------------------------------- |
| 関東広域圏   | テレビ朝日 (EX)    | テレビ朝日系列 | 土曜 25:15 - 25:45 | 2013年4月6日 - 2013年10月12日 | 製作局                                             |
| 大分県       | 大分朝日放送 (OAB) | テレビ朝日系列 | 土曜 06:55 - 07:25 | 2013年4月27日 - 2013年6月22日 | 途中打ち切り                                       |
| 日本全域     | テレ朝チャンネル1  | CSチャンネル   | 土曜 21:30 - 22:00 | 2013年8月24日 - 2014年3月15日 | 『夏目☆記念日 セレクション』と題して放送 140日遅れ |

## スタッフ

### 番組終了時のスタッフ
- ナレーション：小谷公一郎
- 構成：大平将貴、奥山聡紀
- ロケ技術：辺見洋、高橋修平、東城建彦、星野基幸、駒崎肇、若原直幸、郡司成美
- 編集：明宮充、中村哲夫
- MA：大形省一
- CG：森三平
- 音響効果：石川一宏（ZON）
- 編成：吉村周、石田菜穂子
- 宣伝：高橋夏子
- スタジオ制作：現代芸術活動チーム「目【め】」
- 資料協力：国立国会図書館
- 撮影地協力：NPO法人 北本雑木林の会
- AP：木山達朗
- 制作スタッフ：上田健太、石井勇樹、丸山和巳、能美大貴、上山健太郎、小林直裕
- D（ディレクター）：寺島直樹、前川強、岡本晃典、高橋和博、佐藤宏樹
- CD（チーフディレクター）：三枝健介、熊川隆太
- P（プロデューサー）：中野光春、倉島章二、坂井宏爾
- GP（ゼネラルプロデューサー）・総合演出：友寄隆英
- 制作協力：田辺エージェンシー
- 制作著作：テレビ朝日

### 途中まで参加していたスタッフ
- ナレーション：小柳良寛、大原さやか、杉本ゆう、今村卓博、田中真弓（2013年6月8日放送分のみ）